# Ződi Zsolt
Ződi Zsolt (Szeged, 1967. március 13. – ), magyar jogtudós, a Nemzeti Közszolgálati Egyetem Információs Társadalom Kutatóintézetének tudományos főmunkatársa . Fő kutatási területe az információtechnológiai jog.

## Életpályája
Jogász diplomáját a Miskolci Egyetemen szerezte meg 1991-ben, ahol ezután egyetemi adjunktusként dolgozott 1995-ig. Ezt követően a Wolters Kluwer magyarországi leányvállalatánál dolgozott főszerkesztőként, majd kiadói igazgatóként. 2012-ben PhD fokozatot szerzett a Pécsi Tudományegyetem Állam- és Jogtudományi Karán (Pécs), disszertációját jogi adatbázisok és jogi forráskutatás témakörben írta, ezt később könyv formájában is kiadták. Habilitációját 2021-ben szerezte meg "Platformok, robotok és a jog" című szakdolgozatával, amelyet korábban (2018-ban) könyv formájában is kiadtak. 2023-ban jelent meg harmadik könyve Platformjog címmel.
Főbb kutatási területei az internetes platformok szabályozása, a mesterséges intelligencia szabályozása a jog és a nyelv kapcsolódásának egyes kérdései és ezen belül a jogi szövegek számítógépes elemzése. Több mint 110 szakcikk és könyvrészlet szerzője.